# Communications in Nonlinear Science and Numerical Simulation
Communications in Nonlinear Science and Numerical Simulation міжнародний журнал, що випускається видавництвом Elsevier. В журналі публікуються оригінальні дослідження з експериментальних спостережень, математичного та чисельного моделювання. Назва в посиланнях зазвичай дається в скороченому вигляді Comm. Nonlinear Sci. Numer. Simulat. Журнал друкує Центр нелінійної науки Пекінського університету 8 разів на рік. Перший випуск відбувся в 1996 році.